# 博罗站
博罗站是广东省惠州市博罗县罗阳街道的高速铁路车站，位于广汕铁路上，于2023年9月26日启用。

## 沿革
本站的兴建计划最早出现在惠州市发展和改革局重点项目建设办公室于2011年2月10日发布的《惠州市轨道交通规划建设工作情况简介》，在该份介绍中，本站为广汕铁路推荐走线上的一个中途车站，位于罗阳镇。2013年初，广铁集团释出广梅汕铁路扩能计划（又称“广梅汕高铁”），即新建惠州至梅州、汕头的双线铁路项目。在该份计划中，本站在广梅汕高铁与广汕铁路的并线路段上。
2016年5月19日，广州市公共资源交易中心发布《广州至汕尾客运专线地质勘察监理招标公告》，确认了该站的设站方案。12月22日，惠州市 有关部门在赣深客运专线动工礼上首度披露《惠州市轨道交通远景线网推荐方案示意图》，指惠州轨道交通5号线会接入本站。2017年3月11日，中铁第四勘察设计院发布《新建铁路广州至汕尾客运专线环评第二次公示（补充公示）》，基本确定本站会被设于罗阳镇内。4月初，中国铁路经济规划研究院发布征集公告，征集包括本站在内的广汕铁路新建车站设计方案。2018年11月，博罗县有关部门发布《博罗县县城总体规划（2011-2035年）（草案）》，指该县计划研究建设惠博城际轨道接入本站。
2023年9月26日，本站随广汕高铁开通而正式启用。

## 设计

### 站房
博罗站总建筑面积7,998平方米，站房设有地上一层、局部二层，最高可同时容纳800人候车，是中型铁路旅客站房。站房以“负阴抱阳、道生万象”为设计主题。

### 站台及配线
博罗站为2台4线布局。
| 地面     | 站房     | 售票处、候车区、进站口、出站口    |  |  |
|          | 侧式站台 |                                   |  |  |
|          | 1站台    | 广汕高铁 汕尾方向（下站：惠州南） |  |  |
|          |          | 广汕高铁 汕尾方向正线             |  |  |
|          |          | 广汕高铁 新塘方向正线             |  |  |
|          | 2站台    | 广汕高铁 新塘方向（下站：罗浮山） |  |  |
|          | 侧式站台 |                                   |  |  |
| 地下一层 | 联络通道 | 站房／1站台来往2站台              |  |  |